# デヴィッド・トゥープ
デヴィッド・トゥープ（David Toop、1949年5月5日 - ）は、イングランドのミュージシャン、作家、キュレーター、名誉教授。2013年から2021年まで、ロンドン・カレッジ・オブ・コミュニケーションのオーディオ文化と即興の教授を務めた。イギリスの音楽雑誌『The Wire』誌に定期的に寄稿している。フライング・リザーズのメンバーも務めた。

## 生い立ち
生後間もなくして、両親がハートフォードシャー州ウォルサムクロスに移り住み、そこで育つ。1967年にブロックスボーン・グラマー・スクールで学び、ホーンジー芸術大学とワトフォード芸術大学で学んでいる。

## 経歴
トゥープは1984年、ヒップホップに関する先駆的な書籍『Rap Attack』を出版した。11年後、トゥープの「ドビュッシーからアンビエント、テクノ、ドラムンベースまで至る現代音楽生活の詩的調査」とされる『音の海』を出版。その後、2000年に米国図書賞を受賞した『Exotica』や『Sinister Resonance』、2017年にペンデルン音楽書賞に最終選考入りしたフリー・インプロヴィゼーションに関する調査書『Into the Maelstrom』などが出版された。1970年代初頭からトゥープはイギリスの実験音楽、即興音楽シーンにおいても重要な存在であり、ポール・バーウェル（デュオ「Rain In the Face」でギターとフルートを演奏）、ボブ・コビングとグループ「abAna」、ヒュー・デイヴィース、マックス・イーストリー、ブライアン・イーノなどとコラボレーションし、最近では、中島吏英、サーストン・ムーア、坂本龍一、シゼル・アンドレセン、カミール・ノーメント、鈴木昭男、エレイン・ミッチェナーなどと演奏している。1974年には、マックス・イーストリー、ヒュー・デイヴィース、エヴァン・パーカー、ポール・リットン、ポール・バーウェルと自分自身の作品を集めた『New/Rediscovered Musical Instruments』という書籍を編集し、共同出版した。ロンドン・ミュージシャンズ・コレクティブ、『ミュージックス』誌、『コリュージョン』誌の創設メンバーであり、1977年には自身のレコード・レーベルであるクオーツ・パブリケーションズを設立した。1977年から1986年まで活動し、2015年に再結成した即興でジャンルをまたぐカルテット「Alterations」のメンバーも務めている。2000年にトゥープはサウンド・アート展「Sonic Boom」をキュレーションし、翌年には『Not Necessarily English Music』という2枚組CDコレクションをキュレーションしている。『A Collection of Experimental Music from Great Britain, 1960-1977』と題された2枚組のCDコレクションも企画した。また、より実験的に、トゥープは様々な美術館の「音の出るもの (sounding objects)」を積極的に扱っている。2012年には、彼のオペラ『Star-shaped Biscuit』がオールドバラで「Faster Than Sound Project」と銘打って上演された。

## 書誌
- Rap Attack: African Jive to New York Hip Hop (1984年) ISBN 0-89608-238-5 – republished with additional chapters as
  - Rap Attack 2: African Rap To Global Hip Hop (1992年) ISBN 1-85242-243-2
  - Rap Attack 3 (2000年) ISBN 1-85242-627-6
- 『音の海 - エーテルトーク、アンビエント・サウンド、イマジナリー・ワールド』 - Ocean of Sound: Aether Talk, Ambient Sound and Imaginary Worlds (1995年) ISBN 1-85242-743-4
- Exotica: Fabricated Soundscapes in a Real World (1999年) ISBN 1-85242-595-4
- Haunted Weather: Music, Silence, and Memory (2004年) ISBN 1-85242-812-0
- Sinister Resonance: The Mediumship of the Listener (2010年) ISBN 1-4411-4972-4
- Into the Maelstrom: Music, Improvisation and the Dream of Freedom, Before 1970 (2016年) ISBN 978-1-6289-2769-6
- 『フラッター・エコー 音の中に生きる』 - Flutter Echo (2017年) 日本語版 ISBN 978-4866470115
- Flutter Echo (2019年) 英語版 ISBN 978-1-78760-152-9
- Inflamed Invisible: Collected Writings on Art and Sound 1976-2018 (2019年) ISBN 9781912685165

## ディスコグラフィ

### ソロ及び連名アルバム
- 『新しい楽器と再発見された楽器』 - New and Rediscovered Musical Instruments (1975年) ※with マックス・イーストリー
- Wounds (1979年) ※with ポール・バーウェル
- Whirled Music (1980年) ※with マックス・イーストリー、ポール・バーウェル、スティーヴ・ベレスフォード
- Buried Dreams (1994年) ※with マックス・イーストリー
- Ancient Lights and the Blackcore (1995年) ※with スコーン、Seefeel、ティモシー・リアリー/Dj Ched I Sabbah
- Screen Ceremonies (1995年)
- Pink Noir (1996年)
- Spirit World (1997年)
- Hot Pants Idol (1999年)
- Museum of Fruit (1999年)
- Needle in the Groove (2000年) ※with ジェフ・ヌーン
- Black Chamber (2003年)
- Breath-Taking (2003年) ※with 鈴木昭男
- 37th Floor at Sunset (2004年)
- Doll Creature (2004年) ※with マックス・イーストリー
- Sound Body (2007年)
- Wunderkammern (2010年) ※with ロードリ・デイヴィース、リー・パターソン
- Lost Shadows: In Defence of the Soul - Yanomami Shamanism, Songs, Ritual, 1978 (2013年)
- The Myriad Creatures will be Transformed of their own accord (2015年)
- Entities Inertias Faint Beings (2016年)
- Dirty Songs Play Dirty Songs (2017年)
- Skin Tones (2017年) ※with 池田謙
- Apparition Paintings (2020年)
- Field Recordings and Fox Spirits (2020年)
- On White, Indigo and Lamp Black (2020年) ※with Avsluta
- Until the Night Melts Away (2021年) ※with ジョン・ブッチャー、シャロン・ギャル
- Garden Of Shadows And Light (2021年) ※with 坂本龍一
- Breathing Spirit Forms (2021年) ※with 鈴木昭男、ローレンス・イングリッシュ

### キュレーションしたアルバム
- Ocean of Sound (1996年) ※彼の著作に同梱することを目的とした2枚組CDセット
- Crooning on Venus (1996年)
- Sugar & Poison: Tru-Life Soul Ballads for Sentients, Cynics, Sex Machines & Sybarites (1996年)
- Booming on Pluto: Electro for Droids (1997年)
- Guitars on Mars (1997年)
- Not Necessarily "English Music" (2001年)
- Haunted Weather : Music, Silence, and Memory (2004年) ※彼の著作に同梱することを目的とした2枚組CDセット